# The Butterfly (film 1915 Balboa)
The Butterfly è un cortometraggio muto del 1915. Il nome del regista non viene riportato nei credit.
In quello stesso anno, sempre in maggio, uscì un altro The Butterfly basato su un romanzo di Henry Kitchell Webster. Diretto da O.A.C. Lund, il film era prodotto dalla Shubert Film Corporation e interpretato da Howard Estabrook.

## Produzione
Il film fu prodotto dalla Balboa Amusement Producing Company.

## Distribuzione
Distribuito dalla Pathé Exchange, il film - un cortometraggio di due bobine - uscì nelle sale cinematografiche statunitensi il 6 maggio 1915.